# Sambirejo (Sambirejo)
Sambirejo is een bestuurslaag in het regentschap Sragen van de provincie Midden-Java, Indonesië. Sambirejo telt 4671 inwoners (volkstelling 2010).